# Andriy Joldak
Andriy Zholdak (en ukrainien : Андрій Жолдак) est un metteur en scène ukrainien né le 3 novembre 1962,. De 2002 à 2005, il a été directeur du Théâtre dramatique national de Kharkiv. En 2006, Zholdak déménage en Allemagne et travaille au Theater Oberhausen (de), aux Festivals de Berlin (de) et au Festival de Vienne. 